# Црни снег
Црни снег је југословенска и српска телевизијска серија снимљена и емитована 1966. године у продукцији Редакције Забавно-хумористичког програма Телевизије Београд по сценарију и у режији Радивоја Лоле Ђукића.

## Из критике
... Ђукић воли да се обраћа гледаоцима. Учинио је то овога пута представљајући себе и своју нову серију „Црни снег“. На први поглед тај његов разговор с гледаоцима подсећа на договор. Договора, у ствари нема, гледаоци су доведени пред свршен чин. Ђукић је решио да прекине са оним с чим је за милионе гледалаца током протеклих година постао оно што јесте: велики и незаменљиви забављач.
           Не, новом серијом Ђукић суботом увече више не забавља поклонике малог екрана. Он се решио да их суботом увече потресе, да им приређује драме. Већ у првој причи нове серије „Незавејани трагови“ завејао је трагове својих некадашњих емисија. Не кажемо све трагове, јер само присуство Миодрага Петровића-Чкаље и Ђокице Милаковића потврдило је трагове некадашњег духа који је преовлађивао стилом званим „ђукићевски“.
           Ђукић је обећао десет драмских родова, за сваку емисију из серије по један. Заборавио је да помене само један у чијем је духу остварена прва – мелодраму. У ствари, прва емисија била је мешавина свих обећаних драмских родова. Ипак, да не би било неспоразума и ако изузмемо неминовно разочарање многих гледалаца новим садржинама – с којим, уосталом, и сам Ђукић рачуна – прва прича „Црног снега“ врло је вешто режирана. Ђукић је чак показао, као писац, завидну драматуршку спретност. Све споредне нумере распоредио је око разграничених група сродних ликова, за сваки одређени карактер нашао одговарајућег глумца, а овим споредним токовима разрађивао и водио радњу. Чворни моменат акције, међутим, протекао је у – причању.
           У првој емисији тај тешки и сложени задатак био је поверен Стеви Жигону, дакле глумцу који располаже снагом да такав незахвални посао изнесе на својим плећима. Утолико пре што је цео „случај“ Емила Маркетића, који је Стево Жигон као свој доживљај испричао, веома наивно конструисан, у стилу „кримића“ чији је јунак „убица с дечјим лицем“.
           Остаје нам да чекамо следеће емисије и следеће приче о личним судбинама осталих Ђукићевих јунака, да бисмо употпунили први, чудан утисак.
(Олга Божичковић, Где је забављач, Политика, Београд, 28. фебруар 1966)

## Епизоде
| Сезона | Епизода | Назив                  | Датум              |
| ------ | ------- | ---------------------- | ------------------ |
| 1      | 1       | Незавејани трагови     | 26. фебруара 1966. |
| 1      | 2       | Нојев ковчег           | 5. марта 1966.     |
| 1      | 3       | Златна супа            | 12. марта 1966.    |
| 1      | 4       | Јунаци у заветрини     | 19. марта 1966.    |
| 1      | 5       | Руке                   | 26. марта 1966.    |
| 1      | 6       | Спасилац               | 23. априла 1966.   |
| 1      | 7       | Патетична симфонија    | 7. маја 1966.      |
| 1      | 8       | Људи под црним шеширом | 14. маја 1966.     |
| 1      | 9       | Глад                   | 21. маја 1966.     |
| 1      | 10      | Као сунце              | 28. маја 1966.     |

## Улоге
Комплетна ТВ екипа ▼
| Глумац                  | Улога \|Предраг Тасовац \|\| правник Срђанjaaaws Делић (10 епизода, 1966) |
| ----------------------- | ------------------------------------------------------------------------- |
| Миодраг Петровић Чкаља  | Лимар Цакан (10 епизода,1966)                                             |
| Вера Илић-Ђукић         | Стефанова супруга Весна (10 епизода,1966)                                 |
| Марија Црнобори         | Ана Петровић (10 епизода, 1966)                                           |
| Михајло Бата Паскаљевић | Милутин (10 епизода,1966)                                                 |
| Ђокица Милаковић        | лимар Винко (10 епизода,1966)                                             |
| Петар Банићевић         | доктор Јован Стаменковић (10 епизода,1966)                                |
| Михајло Викторовић      | виолиниста Стефан Иван (10 епизода,1966)                                  |
| Драгутин Добричанин     | руководилац Средоје Мирић (10 епизода,1966)                               |
| Миодраг Поповић - Деба  | водник с пушком (10 епизода,1966)                                         |
| Бранка Зорић            | Зорица Јовановић - Малецка (10 епизода, 1966)                             |
| Олга Ивановић           | Павлова супруга Марија (10 епизода,1966)                                  |
| Жарко Митровић          | деда Раде (10 епизода,1966)                                               |
| Богић Бошковић          | кондуктер Жика (10 епизода,1966)                                          |
| Марија Милутиновић      | Средојева кћи Буба (10 епизода,1966)                                      |
| Живојин Жика Миленковић | директор Павле Катић (10 епизода 1966)                                    |
| Павле Минчић            | шумар Ратко (10 епизода,1966)                                             |
| Љубиша Бачић            | шофер Михајло (10 епизода,1966)                                           |
| Стево Жигон             | Емил Маргетић (10 епизода, 1966)                                          |
| Даница Аћимац           | сељанка Десанка (10 епизода, 1966)                                        |
| Миливоје Мића Томић     | дошљак (5 епизода,1966)                                                   |
| Радмило Ћурчић          | пилот (1 епизода,1966)                                                    |
| Зоран Ристановић        | лекар (1 епизода,1966)                                                    |
| Радивоје Лола Ђукић     | Лола Ђукић (1 епизода,1966)                                               |

| Редитељ                   | Радивоје Лола Ђукић | (10 еп. 1966)                               |
| Сценариста                | Радивоје Лола Ђукић | (10 еп. 1966)                               |
| Продуцент                 | Предраг Којдић      | продуцент (непознат број епизода)           |
| Композитор                | Арсен Дедић         | (10 еп. 1966)                               |
| Директор фотографије      | Војислав Лукић      | (10 еп. 1966)                               |
| Директор фотографије      | Милоје Лазић        | (непознат број епизода)                     |
| Директор фотографије      | Душан Стефановић    | (непознат број епизода)                     |
| Монтажер                  | Миливоје Шарчевић   | (непознат број епизода)                     |
| Сценограф                 | Драгољуб Лазаревић  | (10 еп. 1966)                               |
| Костимограф               | Владанка Ђорђевић   | (10 еп. 1966)                               |
| Помоћник режије           | Арса Милошевић      | 1 помоћник редитеља (10 еп. 1966)           |
| Помоћник режије           | Милица Јоцић        | 2 помоћник редитеља (непознат број епизода) |
| Одсек за звук             | Милош Ључовић       | тон мајстор (10 еп. 1966)                   |
| Одсек за камеру и расвету | Момчило Лазаревић   | сниматељ (10 еп. 1966)                      |
| Одсек за камеру и расвету | Милоје Лазић        | пратилац камере (10 еп. 1966)               |
| Одсек за камеру и расвету | Јован Нечић         | вођа расвете (10 еп. 1966)                  |
| Одсек за камеру и расвету | Душан Стефановић    | пратилац камере (10 еп. 1966)               |
| Музички одсек             | Арсен Дедић         | певач: Црни снег (10 еп. 1966)              |
| Остала екипа              | Нада Петернек       | секретар режије (10 еп. 1966)               |